# Negócio JK
Negócio JK é uma atividade comercial no Japão que dá aos clientes uma pseudo-namoros com garotas do ensino médio. Ele cresceu significantemente por volta de 2006, depois que o Maid Café em Akihabara, Tóquio, declinou.
A abreviatura JK significa Joshi kōsei (Joshi kōsei, ja: Joshi Kōsei), uma estudante feminina do ensino médio. O cenário de um encontro reside quando uma garota distribui folhetos convidando para um passeio com JK ((jēkē o-sanpo, “um passeio com JK” ou “um encontro para passear”).
Antigamente, o trabalho disponibilizado era chamado de “negócio de atualização”. Quando a polícia empõe investigações sobre a prática do “JK”; surgiu o "negócio sanpo". Significa quando uma menina é solvida a fazer atividades sociais, como caminhar e discutir, e talvez também é chamada de “adivinhação”.

## Crítica

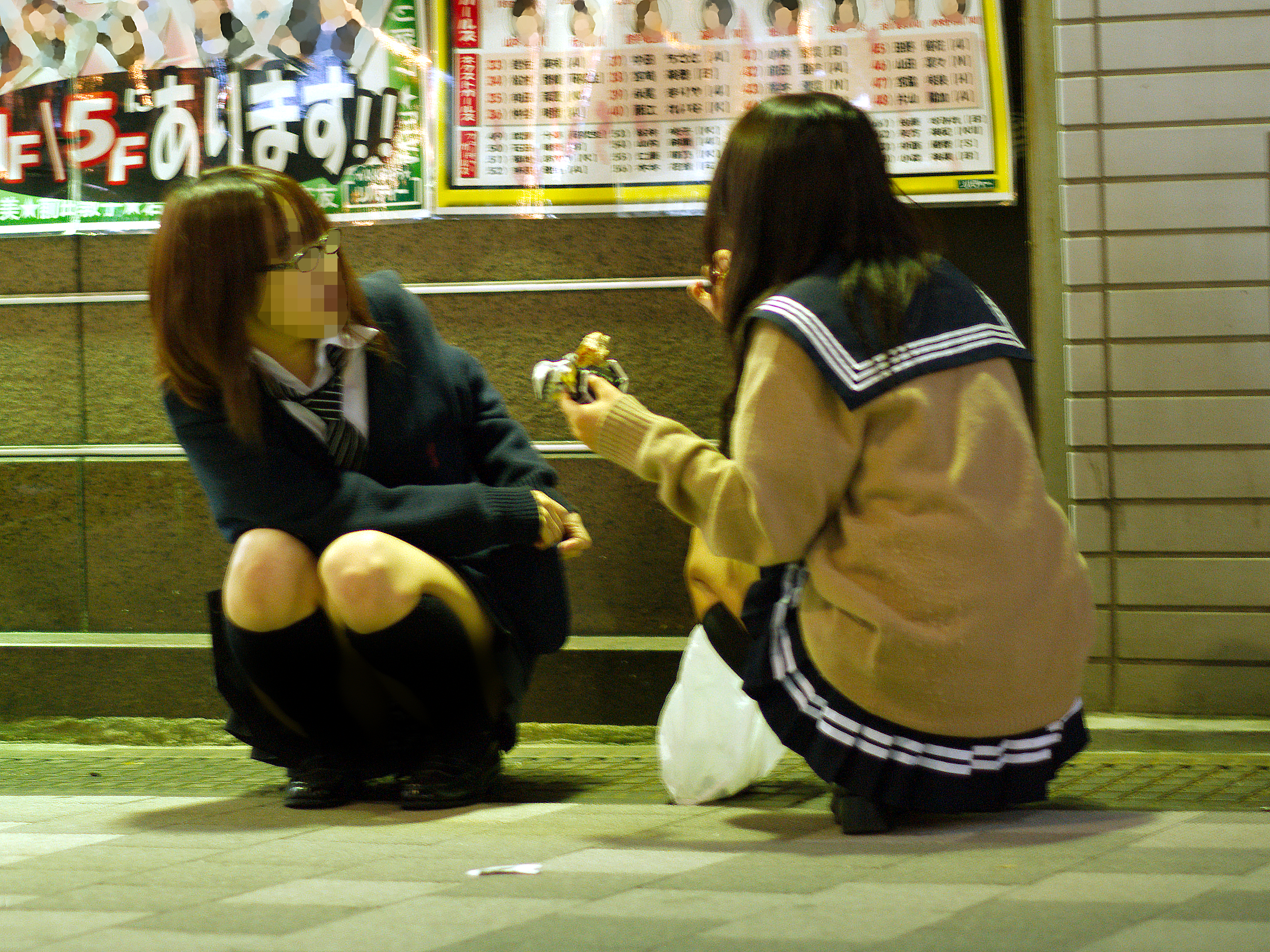
JK (meninas do ensino médio) fazendo a refeição noturna na calçada de Akihabara.

O Departamento de Estado dos EUA informou em 2017 que o Governo do Japão “não cumpre integralmente os padrões mínimos para a eliminação do tráfico” (não esforça em inibir o tráfico) e “continua a facilitar a prostituição de crianças japonesas”. O Japão foi brevemente atualizado para o estado de 'Nível 1' em 2018 no Relatório de Tráfico de Pessoas, e em 2019 relatórios , mas foi novamente infame para o estatuto de 'Nível 2' nos relatórios de 2020 e 2021.
Yumeno Nito, um grande crítico da proibição do governo sobre o grande problema de prostituição infantil, formou uma instituição de caridade para ajudar garotas de Tóquio que sofrem desse problema.  Antropólogos culturais descreveram o Japão como havendo uma cultura vergonhosa, criando um contratempo para que os adolescentes fugitivos se reencontrassem com seus parentes, tornando-os defesos de recrutamento da indústria do sexo de menores de idade.